# Waylander
Waylander é uma banda de folk metal da Irlanda formada em 1993.

## História
Dois anos depois da formação da banda é lançada a demo Once Upon An Era, que mistura folk irlandês com celtic e pagan metal. Um ano depois a banda lança a sua segunda demo Dawning of a New Age, que solidifica a presença desta banda no folk metal. 
Em 1998 é assinado um contrato com Century Media e consequentemente é lançado o álbum Reawakening Pride Once Lost.
O segundo álbum The Light, the Dark and the Endless Knot é lançado em 2001 já com o apoio da editora Blackend Records. 
Waylander participou de festivais como Bloodstock Festival, Day of Darkness Festival e Ultima Ratio Festival.
Em 2008 foi lançado o álbum Honour Amongst Chaos. 

## Membros
- ArdChieftain O'Hagan - Vocais
- Gareth Murdock – guitarra
- Dave Briggs - [[Tin Whistle]], bandolim e bodhrán
- Saul McMichael – guitarra
- Michael Proctor – baixo
- Den Ferran – bateria

## Discografia
- 1995 - Once Upon An Era (demo)
- 1996 - Dawning of a New Age (demo)
- 1998 - Reawakening Pride Once Lost
- 2001- Light, the Dark and the Endless Knot
- 2008 - Honour Amongst Chaos
- 2011 - Kindred Spirits